# 삼자범퇴
삼자범퇴(三者凡退)는 야구 경기의 용어로, 공격 팀의 3명의 타자가 진루나 득점을 하지 못하고 연달아 모두 아웃되는 경우를 말한다. 특히 투수가 공을 3번만 사용해 삼자범퇴를 시키는 경우를 삼구 삼자범퇴라고 한다. 한 투수가 모든 이닝을 삼자범퇴로 마무리하고 승리를 챙겼을 경우를 퍼펙트 게임이라고 한다.

## 삼자범퇴의 기준
- 안타, 홈런, 실책, 워크(볼넷, 몸에 맞는 공), 낫 아웃 등의 어떠한 요인으로도 타자를 1,2,3루에 진루하게 하거나, 득점을 하지 못하게 한채 공수교대가 이루어지는 것을 말한다.
- 단, 볼넷, 데드볼, 낫 아웃 등의 요인으로 주자의 진루는 허용하였으나 득점이나 안타, 홈런은 기록하지 못한채 공수교대가 이루어지는 것은 노히트 노런이라고 한다. 그마저도 허용하지 않고 9이닝 연속 삼자범퇴가 이루어졌을 경우 그를 퍼펙트 게임이라고 한다.